# Marian Nowara
Marian Mikołaj Nowara (ur. 6 grudnia 1935 w Bytomiu) – polski piłkarz, który występował na pozycji napastnika, 2-krotny reprezentant Polski.

## Kariera klubowa
Jest wychowankiem Polonii Bytom. W 1956 roku przeszedł do Legii Warszawa w której, przez 6 lat gry rozegrał 57 meczów i strzelił 17 bramek. Następnym klubem Nowary była KS Lublinianka, karierę zakończył zaś w stołecznym Okęciu.

## Kariera reprezentacyjna
Nowara rozegrał w reprezentacji Polski 2 spotkania. Zadebiutował 1 czerwca 1958 w meczu przeciwko Szkocji, rozegranym w Warszawie.